# Rahmán Ahmadi
Rahmán Ahmadi (perzsául: رحمان احمدی, a nyugati sajtóban Rahman Ahmadi) (Nowshahr, 1980. július 30. –) iráni válogatott labdarúgó, a Pars Jonoubi Jam játékosa.

## Pályafutása

### Klubcsapatokban
Pályafutását a Shamoushak csapatában kezdte, majd 2004-ben a Szájpá csapatába igazolt. 2008-ban innen a Szepahan csapatába, majd a Perszepoliszhoz igazolt. 2016-ig a Szepahan, a Szájpá csapataiban többször is megfordult. 2016 és 2018 között a Paykan játékosa volt. Július 1-től a Pars Jonoubi Jam csapatának a játékosa.

### A válogatottban
Bekerült Carlos Queiroz 2014-es labdarúgó-világbajnokságra utazó keretébe, de a tornán pályára nem lépett.